# Lytta semilineata
Lytta semilineata es una especie de coleóptero de la familia Meloidae.

## Distribución geográfica
Habita en Kapland.